# بورلي (باركشير)
بورلي (بالإنجليزية: Burleigh, Berkshire)‏ هي قرية تقع في المملكة المتحدة في جنوب شرق إنجلترا.